# Сингх, Джагбир
Джагбир Сингх (хинди जगबीर सिंह; в.-пандж. ਜਗਬੀਰ ਸਿੰਘ; англ. Jagbir Singh; род. 20 февраля 1965, Агра) — индийский хоккеист на траве, центральный нападающий. Участник летних Олимпийских игр 1988 и 1992 годов, серебряный призёр летних Азиатских игр 1990 года, бронзовый призёр летних Азиатских игр 1986 года.

## Биография
Джагбир Сингх родился 20 февраля 1965 года в индийском городе Агра.
Играл в хоккей на траве за «Индийские авиалинии», в 1992—1997 годах — за немецкий «Штутгартер Киккерс».
В 1985—1995 годах выступал за сборную Индии, провёл 175 матчей.
Дважды выигрывал медали хоккейных турниров летних Азиатских игр: бронзу в 1986 году в Сеуле и серебро в 1990 году в Пекине.
В 1988 году вошёл в состав сборной Индии по хоккею на траве на летних Олимпийских играх в Сеуле, занявшей 6-е место. Играл на позиции нападающего, провёл 6 матчей, мячей не забивал.

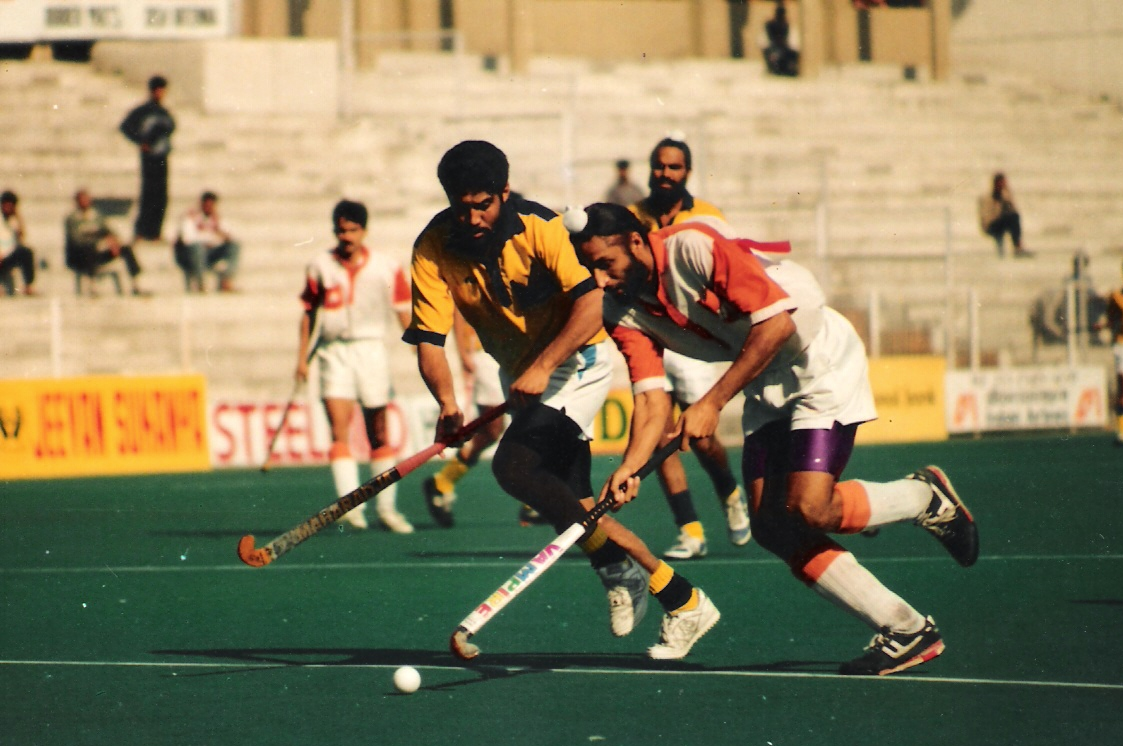
Джагбир Сингх (на переднем плане) в игре

В 1992 году вошёл в состав сборной Индии по хоккею на траве на летних Олимпийских играх в Барселоне, занявшей 7-е место. Играл на позиции нападающего, провёл 6 матчей, забил 1 мяч в ворота сборной Египта.
По окончании выступлений стал тренером. В 2004 году был главным тренером сборной Индии на летних Олимпийских играх в Афинах, где индийцы заняли 7-е место, и Трофее чемпионов в Лахоре, где сборная Индии стала 4-й. В 2008 году по предложению Международной федерации хоккея на траве проводил в Непале тренерский курс олимпийской солидарности. В 2013 году возглавил индийский «Джайпи Пенджаб Уорриорз».
В марте 2017 года был назначен национальным наблюдателем по хоккею на траве, цель которого — развитие вида спорта с прицелом на летние Олимпийские игры 2020, 2024 и 2028 годов.
Высоко востребован на телевидении — был комментатором и обозревателем в национальных и региональных печатных изданиях, индийском и международном телевидении.
В 1990 году был удостоен спортивной награды «Арджуна», в 2004 году — премии Лакшмана, в 2015—2016 годах — награды «Яш Бхарти» от властей штата Уттар-Прадеш.

## Семья
Отец Даршан Сингх также играл в хоккей на траве и проводил в Агре турнир памяти Дхиана Чанда.